# Eduard van Voorst tot Voorst
Eduard Hendrik Joan baron van Voorst tot Voorst  (Huissen, 7 mei 1892 – Tilburg, 28 januari 1972) was een Nederlandse politicus van de RKSP (later KVP).

## Loopbaan
Van Voorst promoveerde op stellingen in 1918 in de rechten aan de Universiteit van Amsterdam. In de gemeente Ubbergen was hij van 1920 tot 1935 burgemeester. In 1923 werd hij lid van de Provinciale Staten van Gelderland. Van 1935 tot 1946 was Van Voorst lid van Gedeputeerde Staten van Gelderland.
Van 17 oktober 1944 tot medio 1945 was hij waarnemend commissaris van de Koningin in Gelderland in het reeds bevrijde gedeelte van Gelderland gezeteld in Nijmegen. In het nog bezette gedeelte van Gelderland was Harmanus Hondius in september 1944 door de bezetter benoemd. Van 1946 tot 1957 was hij burgemeester van Tilburg.
In 1967 bracht de Centrale Commissie voor Drinkwatervoorziening 1965 onder zijn voorzitterschap het rapport De toekomstige drinkwatervoorziening van Nederland uit.
Van Voorst werd benoemd tot ridder in de Orde van de Nederlandse Leeuw. Tevens was hij baljuw-voorzitter, erebaljuw en drager van het Grootkruis van Verdiensten van de Souvereine en Militaire Orde van Malta, en commandeur in de Orde van de H. Gregorius de Grote. Ook werd hij onderscheiden met de Watersnoodmedaille.

## Familie
Van Voorst, lid van de familie Van Voorst tot Voorst, was de zoon van commissaris van de Koningin mr. Arthur Eduard Joseph van Voorst tot Voorst (1858-1928) en van Clara Maria Theresia Joanna Helena Thijssen (1864-1936). Hij is in 1921 gehuwd met jkvr. Theresia Maria Josephina Smits (1894-1932) en in 1937 met Rosa Lucie Johanna Maria de Quay (1906-1971), zus van prof. dr. Jan de Quay (1901-1985), minister-president. Uit het eerste huwelijk werden vier kinderen geboren, en zo werd hij de schoonvader van mr. Piet-Hein Houben (1931-2021), ambassadeur, en van mr. Frans Joseph Johan Lodewijk van Lanschot (1909-1999), burgemeester; uit het tweede huwelijk hadden zij als zoon mr. Berend-Jan van Voorst tot Voorst (1944-2023), staatssecretaris en commissaris van de Koningin van Limburg.
Van Voorst en zijn tweede vrouw zijn begraven op de Centrale Begraafplaats West te Tilburg. In november 2020 kwam dit graf in de publiciteit omdat de rechten op het graf in 2022 dreigden te verlopen en erfgenamen door de begraafplaats en de gemeente niet bereikt konden worden. Daarop besliste de gemeente dat zij de rechten zouden overnemen om het graf te behouden, indien de erfgenamen niet tot verlenging zouden overgaan, gezien de betekenis van de oud-burgemeester voor Tilburg. De jongste zoon, de oud-staatssecretaris en commissaris van de Koningin, werd uiteindelijk toch bereikt en zegde toe de grafrechten te verlengen.

## Vernoeming
- In 1979 werd in Tilburg een straat naar hem genoemd. Deze heeft een van langste straatnamen van Nederland: Burgemeester Baron Van Voorst tot Voorstweg